# BeIN Sports
beIN Sports – katarski sportowy nadawca telewizyjny założony 1 czerwca 2012 roku, działający na terenie Hiszpanii, Francji, Bliskiego Wschodu, Stanów Zjednoczonych i Indonezji.

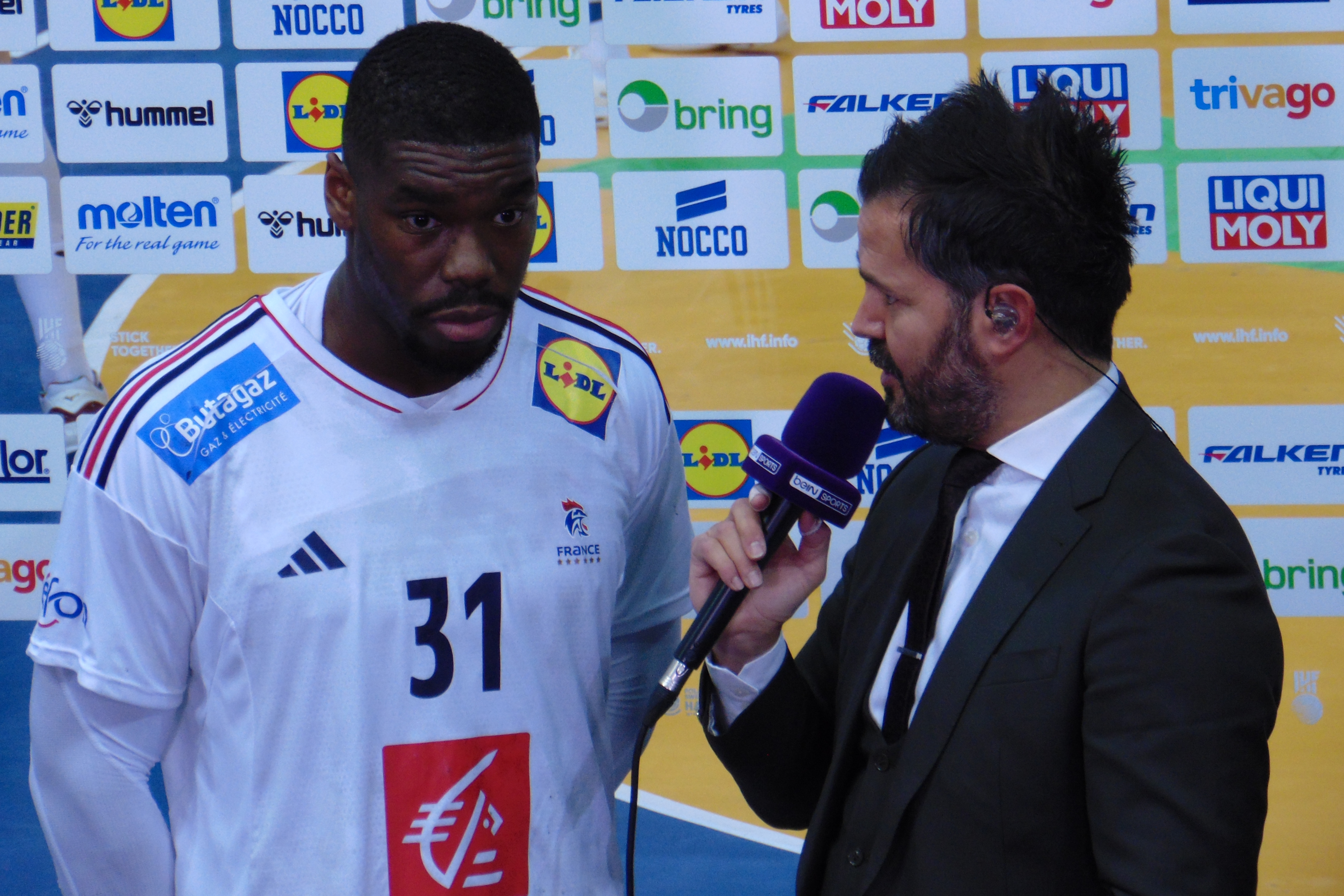
Reporter beIN Sports w Katowicach podczas Mistrzostw Świata w Piłce Ręcznej Mężczyzn w 2023 r.

## Historia
Al-Dżazira wkroczyła na rynek sportowych praw telewizyjnych w roku 2011, wykupując za 90 milionów euro pakiet praw do pokazywania na żywo meczów Ligue 1 we Francji na okres lat 2012-2016. Nadawca uzyskał również prawa do pokazywania w ramach płatnej telewizji Ligi Europy, Ligi Mistrzów na lata 2012-2015 oraz Euro 2012 i Euro 2016 we Francji.
Kanał beIN Sport 1 wystartował dnia 1 czerwca 2012 tuż przed Euro 2012, beIN Sport 2 został uruchomiony natomiast 27 lipca 2012, aby nadawać Ligue 2 i Ligue 1.
Obecnie istnieją również kanały beIN Sport MAX oraz beIN-ñ Sport (kanał stworzony z myślą o hiszpańskojęzycznych mieszkańcach USA).

## BeIN Sport Hiszpania

### Prawa transmisyjne

#### Piłka nożna
- Liga Mistrzów
- Liga Europy
- Primera División (2016-2017, 2017-2018 i 2018-2019)
- Puchar Króla (2016-2017, 2017-2018 i 2018-2019)
- Premier League
- Serie A
- Primeira Liga
- Jupiler pro league
- Ligue 1
- Coupe de france
- DFB-Pokal
- KNVB Beker (Puchar Holandii)
- Copa do brasil
- Copa Libertadores
- Copa Sudamericana

## BeIN Sport Francja
We Francji nadają obecnie trzy kanały: beIN Sport 1, beIN Sport 2 i beIN Sport MAX. Wspólnie z Canal+ nadawca pokazuje na swoich antenach rozgrywki Ligue 1. Poza tym koncentruje się na rozgrywkach Ligi Mistrzów i Ligi Europy. beIN dzieli się z Canal+ również prawami do Serie A i Bundesligi. Nadawca posiada też pakiet meczów Euro 2016 dla płatnych kanałów (pakiety dla otwartych telewizji należą do TF1 i M6).

### Prawa transmisyjne

#### Piłka nożna
- Ligue 1
- Ligue 2
- Liga Europy
- Liga Mistrzów
- Serie A
- Supercoppa Italia
- Bundesliga
- Primera División
- Euro 2016
- FA Cup

#### Piłka ręczna
- VELUX EHF Champions League

#### Rugby
- Stobart Super League
- National Rugby League
- State of Origin series

#### Football amerykański
- National Football League

#### Koszykówka
- National Basketball Association

## BeIN Sport USA
W Stanach Zjednoczonych nadają dwa kanały: beIN Sport 1 i beIN Sport 2. Nadawca posiada prawa do m.in.: Ligue 1, Serie A, czy Primera División. beIN pokazuje również na swoich antenach eliminacje MŚ w piłce nożnej 2014 (oprócz meczów Meksyku i USA, które to pokazywane są na antenie ESPN). beIN Sport USA pokazywał również na swoich antenach Mistrzostwa Świata w Piłce Ręcznej Mężczyzn 2013.

### Prawa transmisyjne

#### Piłka nożna
- Ligue 1
- Ligue 2
- Liga Europy
- Liga Mistrzów
- Serie A
- TIM Cup
- Supercoppa Italia
- Primera División
- Puchar Króla
- nPower Championship
- Capital One Cup
- Priemjer-Liga
- Copa América
- Eliminacje strefy CONCACAF do MŚ 2014
- Eliminacje strefy CONMEBOL do MŚ 2014

#### Piłka ręczna
- VELUX EHF Champions League

#### Rugby
- Stobart Super League
- National Rugby League
- State of Origin series

## BeIN Sport Indonezja

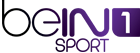
BeIN Sport 1 logo w Indonezji

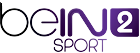
beIN Sport 2 logo w Indonezji

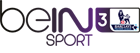
BeIN Sport 3 logo w Indonezji

beIN Sport i międzynarodowa firma zajmująca się prawami sportowymi MP & Silva współpracują na terenie Indonezji, gdzie nadają trzy kanały: beIN Sport 1 HD, beIN Sport 2 HD and beIN Sport 3 Premier League HD. Tamtejsze kanały koncentrują się nie tylko na pokazywaniu piłki nożnej, ale również Igrzysk Azjatyckich 2014. Kanały beIN Sport dostępne są w ramach pay-TV od 1 lipca 2013. Wszystkie trzy można oglądać w Orange TV i NexMedia, natomiast beIN Sport 1 HD i 2 HD wykupić można także we First Media.
Na kanałach dominować jednak będzie piłka nożna. BeIN Sport 1 HD skupi się na pokazywaniu angielskiej Premier League, a także kontentu dostarczanego przez klubowe kanały Arsenalu, Liverpoolu i Tottenhamu. Oprócz tego pokazywać będzie Serie A, Ligue 1, MLS, Campeonato Brasileiro Série A oraz Campeonato Paulista. BeIN Sport 2 skupiać się będzie również na pokazywaniu rozgrywek piłkarskich, a także innych wydarzeń sportowych. BeIN Sport 3 Premier League HD będzie 24-godzinnym kanałem poświęconym rozgrywkom Premier League. W skład kanału wejdą wszystkie 380 meczów Premier League w sezonie, cotygodniowy magazyn Premier League World, a także inne programy publicystyczne, analizy i wywiady.

### Prawa transmisyjne
- Igrzyska Azjatyckie 2014

#### Piłka nożna
- Ligue 1
- Ligue 2
- Serie A
- Major League Soccer
- Premier League
- Campeonato Brasileiro Série A
- Campeonato Paulista